# شعبان‌خیل
شبان‌خیل، روستایی است از توابع بخش چهاردانگه شهرستان ساری در استان مازندران ایران.

## جمعیت
این روستا در دهستان پشتکوه قرار داشته و براساس آخرین سرشماری مرکز آمار ایران که در سال ۱۳۹۵ صورت گرفته، جمعیت آن ۸نفر (۳خانوار) بوده‌است.
روستای شعبان‌خیل در سرشماری سال ۱۳۹۵
| شمار خانوار | جمعیت | زن | مرد |
| ۰۳          | ۰۸    | ۰۶ | ۰۲  |